# Amir Purazavi
Amir Purazavi –en persa, امیر پوررضوی– es un deportista iraní que compite en fútbol 5 adaptado. Ganó una medalla de plata en los Juegos Paralímpicos de Río de Janeiro 2016.

## Palmarés internacional
| Juegos Paralímpicos | Juegos Paralímpicos     | Juegos Paralímpicos | Juegos Paralímpicos |
| Año                 | Lugar                   | Medalla             | Competición         |
| ------------------- | ----------------------- | ------------------- | ------------------- |
| 2016                | Río de Janeiro (Brasil) | Medalla de plata    | Torneo masculino    |